# ZGMF-X88S Gaia
ZGMF-X88S 蓋亞鋼彈（Gaia Gundam）為日本科幻動畫作品《機動戰士GUNDAM SEED DESTINY》中的人型兵器（MS），為史黛菈·路歇、安德列·渥特菲德所駕駛。

ZGMF-X88S Gaia

## 開發經過
因為札夫特軍在大戰後簽訂了尤尼烏斯條約，所以札夫特軍不可再使用核能為機動戰士的能源。採用了全新氘核雷射供電系統的其中一機，其機體概念為前大戰的TMF/A802 巴庫（BuCUE）而製作，足以應對陸上戰鬥用的MS。

## 機體介紹
本機是札夫特軍次期開發的其中一機，被地球軍特殊部隊奪去。蓋亞鋼彈最大的特徵便是載有變形系統，由於它是參考前大戰的巴庫而製作的機體，所以本機變形後，成為四足獸型態。陸戰的機動力可說是一流，再加上本機擅長近身戰，令本機成為陸上王者。不過，由於本機未載有飛行能力，所以難以應付海上及空中的戰鬥。諷刺的是，地球聯合軍在強奪本機之後，因應其優良設計用以成為開發中的四足刃計劃GAT-X399/Q 野刃（Wild Dagger）的設計監本，令原本計劃中沒有變型能力的野刃外型變得幾乎與本機相同，可說是令其得以在聯合軍中得以量產，反之札夫特軍則由於現役的巴庫的優秀性能基礎足以應付聯合的一般人型MS的關係，基於成本效益選擇將現役巴庫更新為地獄獵犬型巴古（Kerberos BuCUE Hound），而於短期內並無進一步開發本機。
而被札夫特軍奪回之後，蓋亞鋼彈被運送到P.L.A.N.T.。期間被克萊因派的札夫特軍士兵奪去，落入永恆號手中，成為安德列·渥特菲德的坐駕。之後安德列·渥特菲德利用本機VPS裝甲的特性，以昔日專用機TMF/A-803 拉寇（LaGOWE）為藍本，把本機的顏色改為橙色。

## 戰鬥史
- 本機曾經多次參與包圍智慧女神號的作戰。
- 一次自行出擊中，被ZGMF-X23S 救星鋼彈（Saviour Gundam）及ZGMF-X56S 脈衝鋼彈（Impulse Gundam）擊落，被札多軍奪回。[2]
- 在蓋亞鋼彈被運送到P.L.A.N.T.期間被克萊因派的札夫特軍士兵奪去，落入永恆號手中，成為安德列·渥特菲德的坐駕。之後他把本機的顏色由黑色改為橙色。[3]

## 機體型式
- 隸屬：札夫特→地球聯合軍（幻痛）→永恆號
- 編號：ZGMF-X88S[2]（札夫特）、RGX-03（聯合）
- 類型：可變MS
- 駕駛：史黛菈·路歇[2]→安德列·渥特菲德[3]
- 全高：17.8公尺[2]
- 重量：69.85公噸[2]
- 顏色塗裝：黑→橙紅（沙漠之虎機）

## 特殊配備
- VPS裝甲
- 變形功能

## 機體武裝
- MMI-GAU1717 12.5mm CIWS × 4
- MMI-GAU25A 20mm CIWS × 2
- MA-81R 光束突擊炮 × 2（裝設於肩部，MA形態的前肩，左右各一，通常在MA形態下使用 但依據射擊角度亦可於MS型態下使用）
- MR-Q17X「獅鷲二式」光束刀 × 2（裝設於背部，左右各一，MS及MA形態下均可使用）
- MA-M941「金剛杵式」（Vajra）光束軍刀 × 2（使用時持於手中；不使用側保存在腰間，左右各一）
- MA-BAR71XE 高出力光束步槍  × 1
- MMI-RS1 機動防盾 × 1

## 外部連結
- ZGMF-X88S 大地高達《機動戰士GUNDAM SEED DESTINY》gundam.info官方網站 （页面存档备份，存于）（繁體中文）（简体中文）（英文）